# Saison 2 de Code Black
Chronologie
Saison 1 Saison 3
Cet article présente le guide des épisodes de la deuxième saison de la série télévisée américaine Code Black.

## Généralités
- Aux États-Unis, la saison a été diffusée du 28 septembre 2016 au 8 février 2017 sur le réseau CBS.
- Au Canada, la saison a été diffusée en simultané sur le réseau CTV Two[1].
- Le 14 novembre 2016, CBS commande trois épisodes supplémentaires faisant porter la saison à seize épisodes[2].

## Distribution

### Acteurs principaux
- Marcia Gay Harden (VF : Véronique Augereau) : Dr Leanne Rorish
- Luis Guzmán (VF : Marc Saez) : Jesse Sallander
- Melanie Chandra (en) (VF : Delphine Rivière) : Malaya Pineda
- Harry Ford (en) (VF : Jean-Philippe Pertuit) : Angus Leighton
- Ben Hollingsworth (VF : Stanislas Forlani) : Mario Savetti
- William Allen Young (en) (VF : Jean-Paul Pitolin) : Dr Rollie Guthrie
- Jillian Murray : Heather Pinkney[3]
- Boris Kodjoe : Dr Will Campbell[3]
- Rob Lowe : Colonel Ethan Willis[4]

### Acteurs récurrents et invités
- Tommy Dewey (en) : Dr Mike Leighton
- Noah Gray-Cabey : Dr Elliot Dixon[5]
- Emily Tyra : Dr Noa Kean[5]
- Nefassa Williams : Dr Charlotte Piel[5] (épisodes 1 à 4)
- Eric Roberts : Vince Savetti, père de Mario[6] (épisodes 2 et 5)
- Camryn Manheim : Alice Williams[6] (épisode 2)
- Alexandra Grey : Beth[6] (épisode 2)
- Kathleen Rose Perkins : Amanda Nolan[7] (épisodes 3, 4 et 8)
- Jay Harrington : Dr Leo Fields[8]
- Marlee Matlin : Kathy Byrne[9] (épisode 10)

## Épisodes

### Épisode 1:Nouvelles recrues
- États-Unis /  Canada : 28 septembre 2016 sur CBS[10] / CTV Two
- Suisse : 20 octobre 2017 sur RTS Un
- Belgique : 11 mai 2018 sur RTL-TVI
- Québec : 28 août 2018 sur Séries+
- France : 30 septembre 2018 sur Téva

- États-Unis : 6,37 millions de téléspectateurs[11] (première diffusion)

- Tommy Dewey (Dr Mike Leighton)
- Noah Gray-Cabey (Dr Elliot Dixon)
- Emily Tyra (Dr Noa Kean)
- Nafessa Williams (Dr Charlotte Piel)
- Angela Relucio (Nurse Risa)
- Emily Nelson (Hannah Reynolds)
- Steven Culp (Mr. Leighton)
- George Lako (Flight Medic #1)
- Brandon Lynch (Flight Medic #2)
- Emma Engle (Kaya)
- Madalyn Horcher (Jaydin)
- Nefe Iredia (Paramedic)
- Robert Romanus (Henry Underwood)
- Mike Erwin (Randall Underwood)
- Bianca Collins (Chelsea Underwood)
- Julie Ann Emery (Debbie Kobling)
- Angela Fornero (Post-Op Nurse)
- Kristina Guerrero (Field Reporter)

### Épisode 2:À chacun sa croix
- États-Unis /  Canada : 5 octobre 2016 sur CBS / CTV Two
- Suisse : 20 octobre 2017 sur RTS Un
- Belgique : 11 mai 2018 sur RTL-TVI
- Québec : 4 septembre 2018 sur Séries+
- France : 30 septembre 2018 sur Téva

- États-Unis : 5,87 millions de téléspectateurs[12] (première diffusion)

- Tommy Dewey (Dr Mike Leighton)
- Noah Gray-Cabey (Dr Elliot Dixon)
- Emily Tyra (Dr Noa Kean)
- Nafessa Williams (Dr Charlotte Piel)
- Eric Roberts (Vince)
- Camryn Manheim (Alice Williams)
- Alexandra Grey (Beth)
- Angela Relucio (Nurse Risa)
- Abigail Klein (Nurse Eloise)
- Emily Nelson (Hannah Reynolds)
- John Deignan (Danny Williams)
- Jonathan McClendon (Holden Paxton)
- Christopher Wiehl (Alex Paxton)
- Julie McNiven (Rose)
- Adrian Burks (Mark Goddard)
- Charlie Barnett (Brian Goddard)
- Terrence Edwards (Medic #1)
- Amy Shelton-White (Medic #2)
- Aris Mendoza (Medic #3)

### Épisode 3:En chair et en os
- États-Unis /  Canada : 12 octobre 2016 sur CBS / CTV Two
- Suisse : 27 octobre 2017 sur RTS Un
- Belgique : 18 mai 2018 sur RTL-TVI
- Québec : 11 septembre 2018 sur Séries+
- France : 30 septembre 2018 sur Téva

- États-Unis : 5,99 millions de téléspectateurs[13] (première diffusion)

- Tommy Dewey (Dr Mike Leighton)
- Noah Gray-Cabey (Dr Elliot Dixon)
- Emily Tyra (Dr Noa Kean)
- Nafessa Williams (Dr Charlotte Piel)
- Steven Culp (Dr Desmond Leighton)
- Kathleen Rose Perkins (Dr Amanda Nolan)
- Chelsea Rendon (Anita)
- Billy Malone (Barry)
- Laura Regan (Janie)
- Seth Carr (Zane Jacobson)
- Jamil Walker Smith (Eric)
- Sherri Saum (Shawna)
- Joshua Weinstein (Xander Westin)
- Meredith Quill (Karen Chapman)
- Rene Rosado (Julio Nortes)
- Omar Leyva (Taco Truck Guy)
- Rolando Molina (Maintenance Man)
- Cuyle Carvin (Fire Rescue)

### Épisode 4:Balle perdue
- États-Unis /  Canada : 26 octobre 2016 sur CBS / CTV Two
- Suisse : 27 octobre 2017 sur RTS Un
- Belgique : 18 mai 2018 sur RTL-TVI
- Québec : 18 septembre 2018 sur Séries+
- France : 7 octobre 2018 sur Téva

- États-Unis : 5,67 millions de téléspectateurs[14] (première diffusion)

- Tommy Dewey (Dr Mike Leighton)
- Noah Gray-Cabey (Dr Elliot Dixon)
- Emily Tyra (Dr Noa Kean)
- Nafessa Williams (Dr Charlotte Piel)
- Steven Culp (Desmond Leighton)
- Kathleen Rose Perkins (Dr Amanda Nolan)
- Abigail Klein (Nurse Eloise)
- Joshua Keller Katz (Paramedic #1)
- Brooklyn Silzer (Erica Flynn)
- Duncan Joiner (Ian Renwick)
- Jessica Leigh Gonzales (Paramedic #3)
- Joey Honsa (Cheryl)
- Joshua Hoffman (Tyler)
- Mary Kate Wiles (Betsy)
- Ava Davila (Mini Jessamine)
- Terrence Edwards (Paramedic)
- Matthew Staley (Logan Green)
- Jeffrey Damnit (Skull Face)
- Brenda Arteaga-Walsh (Mom)
- Bradley Snedeker (John Renwick)

### Épisode 5:En terrain miné
- États-Unis /  Canada : 2 novembre 2016 sur CBS / CTV
- Suisse : 3 novembre 2017 sur RTS Un
- Belgique : 25 mai 2018 sur RTL-TVI
- Québec : 25 septembre 2018 sur Séries+
- France : 7 octobre 2018 sur Téva

- États-Unis : 4,45 millions de téléspectateurs[15] (première diffusion)
- Canada : 1,264 million de téléspectateurs[16] (première diffusion + différé 7 jours)

- Tommy Dewey (Dr Mike Leighton)
- Noah Gray-Cabey (Dr Elliot Dixon)
- Emily Tyra (Dr Noa Kean)
- Angela Relucio (Nurse Risa)
- Bryce Johnson (Rick)
- Vedette Lim (Liz Harington)
- Brian Hallisay (Drew)
- Meredith Baxter (Joanna)
- Leisha Hailey (Natalie)
- Clive O'Meara (Jagger)
- Eric Roberts (Vince Savetti)
- Stan Shaw (Oscar)
- Lyn Alicia Henderson (Flight Medic #1)
- Braden Lynch (Flight Medic #2)
- Amy Shelton White (Paramedic)
- Melanie Laenani Lewis (Daisy)

### Épisode 6:Femmes extraordinaires
- États-Unis /  Canada : 9 novembre 2016 sur CBS / CTV Two
- Suisse : 3 novembre 2017 sur RTS Un
- Belgique : 25 mai 2018 sur RTL-TVI
- Québec : 2 octobre 2018 sur Séries+
- France : 7 octobre 2018 sur Téva

- États-Unis : 6,03 millions de téléspectateurs[17] (première diffusion)

- Tommy Dewey (Dr Mike Leighton)
- Noah Gray-Cabey (Dr Elliot Dixon)
- Emily Tyra (Dr Noa Kean)
- Jonna Walsh (Whitney Lithwick)
- Steven Culp (Desmond Leighton)
- Annabeth Gish (Geraldine Lithwick)
- True O'Brien (Joy Samton)
- Mark L. Young (Justin Keller)
- Jenna Boyd (Vanessa)
- Richard Lewis (Stewart Gough)
- Allan Havey (Dennis)
- Kevin Jackson (Morty)
- Nefe Iredia (Paramedic #1)
- Chase Gabrielson (Paramedic #2)
- Raquel Bell (Paramedic #3)
- Alex Peavey (Seth Greer)

### Épisode 7:Missions secrètes
- États-Unis /  Canada : 16 novembre 2016 sur CBS / CTV Two
- Suisse : 10 novembre 2017 sur RTS Un
- Belgique : 1er juin 2018 sur RTL-TVI
- Québec : 9 octobre 2018 sur Séries+
- France : 14 octobre 2018 sur Téva

- États-Unis : 5,68 millions de téléspectateurs[18] (première diffusion)

- Tommy Dewey (Dr Mike Leighton)
- Noah Gray-Cabey (Dr Elliot Dixon)
- Emily Tyra (Dr Noa Kean)
- Abigail Klein (Nurse Eloise)
- Peter O'Meara (Captain Boris Vasilievsky)
- Alex Feldman (Lt. Anatoli Malinovsky)
- Timothy Murphy (Dr Dimitri Volkov)
- JoNell Kennedy (en) (Jackie)
- Josh Wingate (Damien)
- Lester Speight (Sonny)
- Drew Snyder (Arlo)
- Roger Bart (Hank Goldman)
- Olivia d'Abo (Ruth Goldman)
- Ever Carradine (Linda)
- Karly Rothenberg (Prison Medic)
- Tomas Arana (Admiral Stark)
- Kyle Mattocks (Flight Officer)
- Greg Mills (Newscaster)
- Dean Cudworth (Sherrif)
- Zack Sayenko (MP)

### Épisode 8:Les enfants d'Elysian
- États-Unis /  Canada : 23 novembre 2016 sur CBS / CTV
- Suisse : 10 novembre 2017 sur RTS Un
- Belgique : 1er juin 2018 sur RTL-TVI
- Québec : 16 octobre 2018 sur Séries+
- France : 14 octobre 2018 sur Téva

- États-Unis : 6,18 millions de téléspectateurs[19] (première diffusion)
- Canada : 1,339 million de téléspectateurs[20] (première diffusion + différé 7 jours)

- Tommy Dewey (Dr Mike Leighton)
- Noah Gray-Cabey (Dr Elliot Dixon)
- Emily Tyra (Dr Noa Kean)
- Kathleen Rose Perkins (Dr Amanda Nolan)
- Garrett Coffey (Charlie Loffredo)
- Abigail Klein (Nurse Eloise)
- Neal Bledsoe (Paul Wentworth)
- Eden Brolin (Dana Albright)
- Angela Relucio (Nurse Risa Park)
- Caroline Aaron (Barbara Abbott)
- Kristen Hager (Ashley)
- Katherine Kamhi (Denise)
- Jim Abele (Gary)
- Nelly Buchet (Au Pair Monica)
- Carson Park (Keigan)
- Ever Carradine (Linda)
- Hope Olaide Wilson (Sophia)
- Joe Pistone (Paramedic #1)
- Leah Lamarr (Paramedic #2)
- Emily Nelson (Hannah Reynolds)

### Épisode 9:La dame de cœur
- États-Unis /  Canada : 30 novembre 2016 sur CBS / CTV Two
- Suisse : 17 novembre 2017 sur RTS Un
- Belgique : 8 juin 2018 sur RTL-TVI
- Québec : 23 octobre 2018 sur Séries+
- France : 21 octobre 2018 sur Téva

- États-Unis : 5,92 millions de téléspectateurs[21] (première diffusion)

- Noah Gray-Cabey (Dr Elliot Dixon)
- Emily Tyra (Dr Noa Kean)
- Angela Relucio (Risa Park)
- Penn Jillette (Johnny Prentiss)
- Sarah Lancaster (Julia)
- Benjamin Ciaramello (Tim Baldwin)
- Sam Adegoke (Erick Hawkins)
- Alice Hunter (Fiona Burnside)
- Tim Chiou (Lt. Jeff Reese)
- Meredith Roberts Quill (Karen Chapman)

### Épisode 10:Le prix du silence
- États-Unis /  Canada : 7 décembre 2016 sur CBS / CTV Two
- Suisse : 17 novembre 2017 sur RTS Un
- Belgique : 8 juin 2018 sur RTL-TVI
- Québec : 30 octobre 2018 sur Séries+
- France : 21 octobre 2018 sur Téva

- États-Unis : 6,75 millions de téléspectateurs[22] (première diffusion)

- Noah Gray-Cabey (Dr Elliot Dixon)
- Emily Tyra (Dr Noa Kean)
- Angela Relucio (Risa Park)
- Marlee Matlin (Kathy Byrne)

### Épisode 11:Exodus
- États-Unis /  Canada : 21 décembre 2016 sur CBS / CTV Two
- Suisse : 24 novembre 2017 sur RTS Un
- Belgique : 15 juin 2018 sur RTL-TVI
- Québec : 6 novembre 2018 sur Séries+
- France : 28 octobre 2018 sur Téva

- États-Unis : 5,98 millions de téléspectateurs[23] (première diffusion)
- Canada : 778 000 téléspectateurs[24] (première diffusion + différé 7 jours)

- Noah Gray-Cabey (Dr Elliot Dixon)
- Emily Tyra (Dr Noa Kean)
- Angela Relucio (Risa Park)
- Kathleen Rose Perkins (Dr Amanda Nolan)
- LisaGay Hamilton (Dr Kim Carrie)
- Meg Steedle (Dr Kelly Pruitt)
- Jorge Diaz (Ken)
- Alycia Grant (Tina)
- Barbara Bain (Blanche)
- Anisha Nagarajan (Serena)
- Joe Williamson (Richard)
- Julie Warner (Renee)
- Albie Selznick (Dr Silverman)
- Seri DeYoung (Moon)
- Greg Mills (News Reporter)
- Christina Haag (Anesthesiologist)
- Monnae Michaell (Phone Nurse)
- Toni Torres (Walkie Nurse)

### Épisode 12:Une chance sur un million
- États-Unis /  Canada : 4 janvier 2017 sur CBS / CTV Two
- Suisse : 24 novembre 2017 sur RTS Un
- Belgique : 15 juin 2018 sur RTL-TVI
- Québec : 13 novembre 2018 sur Séries+
- France : 28 octobre 2018 sur Téva

- États-Unis : 5,98 millions de téléspectateurs[25] (première diffusion)

- Noah Gray-Cabey (Dr Elliot Dixon)
- Emily Tyra (Dr Noa Kean)
- Diandra Lyle (Donna Lowell)
- Sunkrish Bala (Rowan Davies)
- Travis Wester (Victor)
- Brad Beyer (Brad Souza)
- Winter Ave Zoli (Monica)
- Aalyrah Caldwell (Zoe Lowell)
- Josh Coxx (Dr. Harvey Seligman)

### Épisode 13:Le poids des maux
- États-Unis /  Canada : 11 janvier 2017 sur CBS / CTV Two
- Suisse : 1er décembre 2017 sur RTS Un
- Belgique : 22 juin 2018 sur RTL-TVI
- Québec : 20 novembre 2018 sur Séries+
- France : 4 novembre 2018 sur Téva

- États-Unis : 6,33 millions de téléspectateurs[26] (première diffusion)

- Noah Gray-Cabey (Dr Elliot Dixon)
- Emily Tyra (Dr Noa Kean)
- Cress Williams (Cole Guthrie)
- Angela Relucio (Nurse Risa Park)
- Emily Nelson (Hannah Reynolds)
- Abigail Klein (Nurse Eloise)
- Jay Harrington (Dr Leo Fields)
- William Stanford Davis (Emmanuel)
- Britt Adams (Lola)
- Rita Khori (Rima)
- Eyal Podell (Devon)
- Tyler Young (Jared)
- Tracey Heggins (Tracy)
- Reece Cody (Jack)
- Nawal Bengholam (Interpreter)
- Jim Titus (Paramedic #1)
- Jae Jung (Paramedic #2)
- Terrence Edwards (Paramedic #3)
- Christopher Darga (Larry)
- Kane Lieu (Paramedic #4)
- Brandon Brown (Young Guthrie)
- Aiden Berryman (Child Guthrie)
- Lance Irwin (Fire Chief)

### Épisode 14:Vertigo
- États-Unis /  Canada : 25 janvier 2017 sur CBS / CTV
- Suisse : 1er décembre 2017 sur RTS Un
- Belgique : 22 juin 2018 sur RTL-TVI
- Québec : 27 novembre 2018 sur Séries+
- France : 4 novembre 2018 sur Téva

- États-Unis : 5,68 millions de téléspectateurs[27] (première diffusion)

- Noah Gray-Cabey (Dr Elliot Dixon)
- Emily Tyra (Dr Noa Kean)
- Ned Schmidtke (Dr. Blackwell)
- Roxanne Hart (Judith Blackwell)
- Mark Adair-Rios (Jorge Delgado)
- Brec Bassinger (Emma)
- Emily Alyn Lind (Ariel)
- Luis Jose Lopez (Robbie Delgado)
- Annamarie Kenoyer (Brianna Hazelton)
- Susie Abromeit (Lily Blackwell)
- John Billingsley (Mr. Hazelton)

### Épisode 15:L'antre du diable
- États-Unis /  Canada : 1er février 2017 sur CBS / CTV Two
- Suisse : 8 décembre 2017 sur RTS Un
- Belgique : 29 juin 2018 sur RTL-TVI
- Québec : 4 décembre 2018 sur Séries+
- France : 11 novembre 2018 sur Téva

- États-Unis : 6,8 millions de téléspectateurs[28] (première diffusion)

- Noah Gray-Cabey (Dr Elliot Dixon)
- Emily Tyra (Dr Noa Kean)
- Angela Relucio (Nurse Risa Park)
- Meg Steedle (Dr Kelly Pruitt)
- Mark Famiglietti (Jeremy Weeb)
- Ron Perkins (Bill Chislett)
- Tom Williamson (Russell Danvers)
- Sundra Oakley (Regina)
- Gabriela Banus (Yolanda)
- Don McManus (Exorcist)
- Alicia Urizar (Alicia Dias)
- Ramses Jimenez (Raul Gomez)
- Caitlin FitzGerald (Dr Gretchen Kerr)
- Caitlin Harris (Anna Chislett)
- Patrick Fischler (CDC DD Gareth Reddick)
- Jeffrey Larson (Private Kyle Elkin)
- Emily Alyn Lind (Ariel)

### Épisode 16:Les Anges déchus
- États-Unis /  Canada : 8 février 2017 sur CBS / CTV Two
- Suisse : 8 décembre 2017 sur RTS Un
- Belgique : 29 juin 2018 sur RTL-TVI
- Québec : 11 décembre 2018 sur Séries+
- France : 11 novembre 2018 sur Téva

- États-Unis : 6,07 millions de téléspectateurs[29] (première diffusion)

- Noah Gray-Cabey (Dr Elliot Dixon)
- Emily Tyra (Dr Noa Kean)